# 11667 Testa
11667 Testa eller 1997 UB1 är en asteroid i huvudbältet som upptäcktes den 19 oktober 1997 av de båda italienska astronomerna Andrea Boattini och Luciano Tesi vid Pian dei Termini-observatoriet. Den är uppkallad efter den italienska amatörastronomen Augusto Testa.
Asteroiden har en diameter på ungefär 3 kilometer.